# قطعنامه ۶۲۶ شورای امنیت
قطعنامه ۶۲۶ شورای امنیت سازمان ملل متحد که در تاریخ ۲۰ دسامبر ۱۹۸۸ تصویب شد، سندی بین‌المللی دربارهٔ آنگولا است. این قطعنامه طی نشست ۲۸۳۴ام با ۱۵ رای موافق، ۰ مخالف و ۰ ممتنع تصویب شد.